# Fulton (1919)
Fulton (Q110) – francuski oceaniczny okręt podwodny z okresu okresu międzywojennego, druga jednostka typu Joessel. Została zwodowana 1 kwietnia 1919 roku w stoczni Arsenal de Cherbourg, a ukończono ją w lipcu 1920 roku. Okręt służył w Marine nationale do 1935 roku. 

## Projekt i budowa
„Fulton” zamówiony został na podstawie programu rozbudowy floty francuskiej z 1914 roku. Okręt zaprojektował inż. Jean Simonot, lekko modyfikując swój poprzedni projekt Gustave Zédé, zakładając zastosowanie dwóch turbin parowych systemu Parsonsa o mocy 2000 koni mechanicznych (KM) każda przy niewielkim wzroście wyporności. W trakcie budowy z pomysłu zrezygnowano, wyposażając okręt w silniki Diesla.
„Fulton” zbudowany został w Arsenale w Cherbourgu. Stępkę okrętu położono w listopadzie 1913 roku, a zwodowany został 1 kwietnia 1919 roku. Okręt otrzymał nazwę na cześć amerykańskiego konstruktora okrętowego Roberta Fultona.

## Dane taktyczno–techniczne
„Fulton” był dużym, oceanicznym okrętem podwodnym. Długość całkowita wynosiła 74 metry, szerokość 6,4 metra i zanurzenie 3,62 metra. Wyporność w położeniu nawodnym wynosiła 870 ton, a w zanurzeniu 1247 ton. Okręt napędzany był na powierzchni przez dwa 8-cylindrowe silniki Diesla Schneider-Carels o łącznej mocy 2700 KM. Napęd podwodny zapewniały dwa silniki elektryczne Nancy o łącznej mocy 1640 KM. Dwuśrubowy układ napędowy pozwalał osiągnąć prędkość 16,5 węzła na powierzchni i 11 węzłów w zanurzeniu. Zasięg wynosił 4300 Mm przy prędkości 10 węzłów w położeniu nawodnym oraz 125 Mm przy prędkości 5 węzłów pod wodą.
Okręt wyposażony był w osiem wyrzutni torped kalibru 450 mm (cztery wewnętrzne na dziobie, dwie na rufie i dwie zewnętrzne), z łącznym zapasem 10 torped oraz dwa pokładowe działa kal. 75 mm. Załoga okrętu składała się z 4 oficerów oraz 43 podoficerów i marynarzy.

## Przebieg służby
„Fulton” został wcielony do służby w Marine nationale w lipcu 1920 roku. Jednostka otrzymała numer taktyczny Q110. Po ukończeniu okręt poddano modernizacji: otrzymał nowy kiosk, mostek i dwa peryskopy o długości 7,5 m (w kiosku) i 9,5 m (w centrali).
Okręt pełnił służbę na Atlantyku do początku lat 30., a następnie został przeniesiony do Indochin. Zakończył służbę w lipcu 1935 roku i został skreślony z listy floty.